# Chris Timms
Christopher Ian „Chris“ Timms (* 24. März 1947 in Christchurch; † 19. März 2004 im Firth of Thames) war ein neuseeländischer Segler.

## Erfolge
Chris Timms war ursprünglich als Bergsteiger aktiv, wurde jedoch 1966 bei einem Absturz, bei dem einer seiner Freunde ums Leben kam, schwer verletzt. Er wandte sich danach dem Segeln zu und nahm an zwei Olympischen Spielen gemeinsam mit Rex Sellers in der Bootsklasse Tornado teil. 1984 in Los Angeles schlossen er und Sellers die Regatta mit 14 Punkten auf dem ersten Rang ab, nachdem sie sechs der sieben Rennen unter den ersten drei beendet hatten. Sie wurden vor dem US-amerikanischen und dem australischen Boot Olympiasieger. Bei den Olympischen Spielen 1988 in Seoul gewannen die beiden mit zwei Siegen und 35 Gesamtpunkten die Silbermedaille hinter dem französischen und vor dem brasilianischen Boot.
Seine sportliche Karriere begann er als Bergsteiger, doch 1966 verletzte er sich bei einem Sturz vom Tasman-Gletscher schwer. Nachdem er mehrere Monate in Streckung verbracht hatte, begann er mit dem Wettkampfsegeln.
Timms beschäftigte als Chemiker hauptsächlich mit Harzen. Er war Mitgründer von Adhesive Technologies, die an der Nutzung von Kunstharzen im maritimen Bereich arbeitete. Viele Produkte fanden etwa im America’s Cup Anwendung.
Am 19. März 2004 stürzte er bei der Vorbereitung auf eine Flugshow mit einer Fouga Magister in der Firth of Thames ab, sowohl er als auch ein weiteres Crewmitglied überlebten den Absturz nicht.